# Yamamoto Ryo
Ryo Yamamoto (sinh ngày 26 tháng 6 năm 1984) là một cầu thủ bóng đá người Nhật Bản.

## Sự nghiệp câu lạc bộ
Ryo Yamamoto đã từng chơi cho Sony Sendai và Ventforet Kofu.